# Гулд, Сандра
Са́ндра Гулд (англ. Sandra Gould; 23 июля 1916 — 20 июля 1999) — американская актриса театра, кино и телевидения.

## Биография
Впервые появилась в фильме «Мужчина-Т» с не запоминающейся ролью. Спустя два года, в 1949 году её приглашают в фильм «История Молли Х». Всё следующее десятилетие её не брали на роли в фильмы, но она была частым гостем в ток-шоу «Письма Лоретте с Лореттой Юнг». В начале 60-х она снималась в телесериалах: «Я люблю Люси», «Индивидуальность», «Сумеречная зона», «Шоу Люси», «Я мечтаю о Дженни», «Остров Джиллигена», «Невеста декабря», «Мистер Эд». Очень хорошо сыграла роль в фильме «Призрак и мистер Чикен».
Самой её удачной работой была роль Глэдис Кравиц в телесериале «Моя жена меня приворожила». Она заменила предыдущую актрису Элис Пирс, исполнявшую эту роль, которая умерла в 1966 году от рака яичников.
После закрытия телесериала «Моя жена меня приворожила», Гулд снялась в менее популярных ситкомах «Брэди Бунч» и «Панки Брюстер». А в 1994 году снялась в сериале «Друзья» и «Гардероб Вероники» .
В 1977 году она снялась в продолжении ситкома «Моя жена меня приворожила» «Табата», но этот ситком потерпел неудачу из-за отсутствия Элизабет Монтгомери и Дика Сарджента. В 80-х написала две книги «Всегда говори возможно» и «Сексбомба».
В 1999 году она умерла после неудачной кардиохирургии, за три дня до своего восемьдесят третьего дня рождения.

## Личная жизнь
Была дважды замужем. От первого брака сын Майкл.